# Maniola nycteropus
Maniola nycteropus är en fjärilsart som beskrevs av Reed 1877. Maniola nycteropus ingår i släktet Maniola och familjen praktfjärilar. Inga underarter finns listade i Catalogue of Life.